# Inducció floral
La inducció floral és un procés fisiològic de les plantes pel qual el meristem apical dels brots passen a ser competents per a desenvolupar flors.
És un canvi fisiològic que es produeix en les primeres setmanes després de l'antesi, altrament dita floració, i condiciona l'evolució d'un borró vegetatiu a un borró de flor. Cap a finals de la dècada de 1960 es menciona que aquest canvi el promou una substància sintetitzada en les fulles de composició desconeguda, a la qual van anomenar florigen. Després d'un curt període, aquests canvi fisiològic és seguit per un altre de morfològic, que condueix a l'aparició de primordis florals, procés que rep el nom de diferenciació floral.
Els canvis bioquímics en l'apex, particularment aquells causats per les fitohormones citoquinines, acompanyen el procés de la inducció floral. Normalment la inducció floral és seguida per la diferenciació floral, amb alguna excepció notable com les del fruit kiwi, on aquests dos processos estan separats.
La inducció floral pot ser revertida, però la diferenciació floral és irreversible, perquè han tingut lloc canvis anatòmics.